# 528 Rezia
528 Rezia је астероид. Приближан пречник астероида је 83,42 km,
а средња удаљеност астероида од Сунца износи 3,399 астрономских јединица (АЈ).
Инклинација (нагиб) орбите у односу на раван еклиптике је 12,674 степени, а орбитални период износи 2289,277 дана (6,267 година). Ексцентрицитет орбите астероида износи 0,018.
Апсолутна магнитуда астероида износи 9,14 а геометријски албедо 0,056.
Астероид је откривен 20. марта 1904. године.